# Manuel Álvares da Costa
Manuel Álvares da Costa (Lisboa, 24 de agosto de 1651 — Angra, 10 de janeiro de 1733), por vezes referido por Manuel Álvares da Costa Claumann, foi o 5.º bispo da Diocese de Olinda, no Pernambuco (actual Arquidiocese de Olinda e Recife), de 1706 a 1721, e o 19.º bispo da Diocese de Angra, de 1721 a 1733. Governou Pernambuco na sequência da Guerra dos Mascates.

## Biografia
D. Manuel Álvares da Costa foi ordenado a 26 de julho de 1674, iniciando uma carreira eclesiástica que o levou sucessivamente a prior de Santa Justa, a vigário geral do Arcebispado de Lisboa (1705) e a desembargador da Relação Eclesiástica de Lisboa.
Foi apresentado bispo da Diocese de Olinda a 7 de junho de 1706 e sagrado a 27 de fevereiro de 1707 pelo núncio apostólico em Lisboa Michelangelo Conti, futuro papa Inocêncio XIII, partindo pouco depois para o Brasil.
Durante o seu governo diocesano de Olinda fundou as freguesias de Nossa Senhora dos Prazeres, de Maranguape e Vitória do Santo Antão.
Teve um papel relevante nos acontecimentos denominados Guerra dos Mascates, um movimento nativista de luta pela centralidade entre as então vilas de Olinda e Recife. Assumiu então o governo da capitania de Pernambuco em 1709, designado pelo então governador Sebastião de Castro Caldas Barbosa, que se havia retirado para a Bahia devido à invasão e revoltas ocorridas durante a Guerra dos Mascates. Permaneceu como governador até 1711, quando foi sucedido por Felix José de Mendonça.
Em 1710 o bispo pediu do rei e conseguiu para seu sobrinho no Reino de Portugal, Diogo José Estuperarte, uma tença pelo hábito da Ordem de Cristo que havia de se lhe passar.
A 20 de Janeiro de 1721 foi apresentado para o lugar de bispo da Diocese de Angra. Apesar de se desconhecer a data da sua entrada na cidade de Angra, sabe-se que por carta de 30 de Março de 1721 comunicou ao cabido a sua transferência e que tomou posse do cargo por procuração passada ao deão Francisco da Fonseca Carvão, que nomeou governador do bispado.
A sua acção pastoral conhecida nos Açores iniciou-se com uma visita pastoral às paróquias da ilha Terceira, realizada no ano de 1722, durante a qual censurou a negligência do clero na doutrinação aos domingos e dias santificados. Também tentou revitalizar as procissões do Santíssimo Sacramento em volta das igrejas, com a assistência dos membros da Confraria do Santíssimo.
No campo da moralização do clero, uma das tarefas mais comuns dos bispos de então, regulamentou o trajar dos clérigos, proibindo rebuços ou capelos nos capotes.
Este prelado ofereceu em 1725 os painéis de azulejos com cenas da vida de São Francisco de Assis que estão na capela-mor da igreja de Nossa Senhora do Livramento de Angra do heroísmo (hoje arruinada). Foi também este bispo quem autorizou o inquérito sobre a vida e virtudes da madre Francisca do Livramento, religiosa no Convento da Esperança de Angra.
Criou várias paróquias e curatos, entre os quais, em 1728 o de Nossa Senhora do Livramento, então na freguesia de São Roque, nos arredores de Ponta Delgada e o curato sufragâneo da nova paróquia de São José de Ponta Delgada.
D. Manuel Álvares da Costa faleceu aos 81 anos de idade, a 10 de janeiro de 1733, sendo sepultado com solenes exéquias na Sé Catedral de Angra. A oração fúnebre foi feita pelo florentino frei João da Trindade.